# Oblast Tsjita
De oblast Tsjita (Russisch: Читинская область, Tsjtinskaja oblast) was tot 29 februari 2008 een oblast (bestuurlijke eenheid) van Rusland. De hoofdstad was de gelijknamige stad Tsjita. De zuidoostelijke Siberische oblast had lange internationale grenzen met China (998 km) en Mongolië (868 km). In Rusland grenst Tsjita aan de oblasten Irkoetsk en Amoer, en de autonome republieken Boerjatië en Jakoetië. Binnen de eigen grenzen lag het autonome district Aga-Boerjatië. Op 1 maart 2008 ging de oblast samen met Aga-Boerjatië tot de nieuwe kraj Zabajkalski.
Belangrijkste rivier was de Argoen, die tevens de grens met China vormde.
Het gebied werd voor het eerst verkend in 1653 door Siberische Kozakken, geleid door Pjotr Beketov. Mensen begonnen zich hier te vestigen om het gebied te ontwikkelen ter versterking van de grenzen met China en Mongolië. Minerale grondstoffen werden ontgonnen, en de trans-Siberische spoorlijn werd aangelegd. Van 1851 tot 1922 bestond de oblast Transbaikal. In 1920 werd Tsjita de hoofdstad van de Verre-Oostelijke Republiek, die later samenging met de RSFSR in november 1922. Dat gebeurde een maand voordat de Sovjet-Unie ontstond. In hetzelfde jaar werd de oblast Transbaikal hernoemd tot het gouvernement Transbaikal, dat vervolgens opging in de kraj Verre Oosten (Dalnevostotsjny kraj), waaruit in 1937 de oblast Tsjita ontstond. In 2008 werd de oblast samengevoegd met de erin gelegen autonome okroeg Aga-Boerjatië tot de kraj Transbaikal (Zabajkalski kraj).

De oblast was rijk aan sterke, zeldzame, en kostbare metaalertsen, steenkool, houtskool, and mineraalbronwater. Bossen bedekken 60% van de oppervlakte. De belangrijkste industrieën waren metallurgie, brandstof, en hout. Er was verder enige lichte industrie. De lokale landbouw bestond uit veehouderij (koeien, schapen en rendieren).

## Demografie
| 1926    | 1939    | 1959      | 1970      | 1979      | 1989      | 2002      |
| ------- | ------- | --------- | --------- | --------- | --------- | --------- |
| 629.000 | 963.000 | 1.036.000 | 1.145.000 | 1.234.000 | 1.378.000 | 1.083.100 |